# August Wilhelm Iffland
August Wilhelm Iffland (Hannover, 1759. április 19. – Berlin, 1814. szeptember 22.) német színész, intendáns és drámaíró volt.
Apja a hannoveri királyi (hadi)kancellária írnoka volt. Kívánsága az volt, hogy Iffland teológiát tanuljon, de ő 1777-ben titokban Gothába szökött és az ottani udvari színház tagja lett.
1779-ben Karl Theodor választófejedelem meghívta őt és jórészt az egész gothai színészkollégiumot Mannheimbe. Hírneve ekkor már karakterszínészként jelentős volt, munkájának középpontjában a pszichológiailag reális, hihető alakok megtestesítése volt.
1782-ben Iffland hatalmas sikert aratott Schiller A haramiák című színdarabjában alakított szerepével (Franz Moor). „Deutschland wird in diesem jungen Mann noch einen Meister finden“ (Németország mesterére talál e fiatalemberben)- nyilatkozta róla Schiller.
1786-ban I. Lajos nassau-saarbrückeni fejedelem hívta meg udvarába Ifflandot. A krónikusan eladósodott színész eleget tett a meghívásnak és rendezőként is tevékenykedett az ottani udvari színpadon. Ezenkívül saját színdarabokat is írt mecénásának pl. Der Einsiedler (A remete) és Luassan címmel. A forradalmi francia csapatok 1793-ban elfoglalták Saarbrückent, az udvari színház is elpusztult.
Iffland ekkor már az összes jelentős német színpadon vendégszerepelt. 1796 áprilisában Goethe meghívására Weimarba utazott. Karl August Böttiger egy monográfiában írta le Iffland ott-tartózkodásakor játszott szerepeit. 1796-ban a berlini német nemzeti színház igazgatói posztjára hívták. Az ő érdeme, hogy a berlini színház színvonala jelentősen emelkedett és Németország‑szerte híressé vált. Ennek köszönhetően Ifflandot 1811-ben kinevezték a királyi színpad igazgatójává. Iffland 1814. szeptember 22-én halt meg Berlinben, síremlékműve a kreuzbergi temetőben található.

## Magyarul
- A' végrendelet. Dráma; ford. Külkey Henrik; Egyetemi Ny., Buda, 1835 (Külföldi játékszín)
- A' játékos. Dráma; ford. Thaller István; Egyetemi Ny., Buda, 1834 (Külföldi játékszín)